# Retrincos
Retrincos es un libro de 61 páginas, publicado en 1934 por Nós, consistente en una colección de relatos de Castelao, compuesta por cinco narraciones autobiográficas ("El secreto", "El inglés", "Pecho de lobo", "El retrato" y "Sabela"), ordenadas cronológicamente y escritas con un mismo criterio.

## Publicación
Vano acompañadas por una fecha y un lugar, que coinciden con ámbitos especiales para el autor. Es la única obra de Castelao sin ilustraciones propias, si bien Maside creó su respectiva xilografía para cada relato.
Fue editado en 1934 por la editorial Nós, en Santiago. Como había acontecido también con las Cousas, tres de los cinco relatos de Retrincos ya habían sido publicados anteriormente.
Se observa en esta obra, como es natural en Castelao, un intenso contacto entre el autor y el lector. Hay interrogaciones retóricas que nos hacen sentir muy acercados al relato y que ya aparecen en el Umbral.

### Relatos
- "El secreto" relata una anécdota de la estancia del niño Castelao en la Boquiabierta argentina. Uno gaucho había muerto en la tienda que tenía su padre y este le ordenó a su hijo que guardara silencio para que no le llegara la noticia a la madre, que estaba atemorizada con la vida bárbara de aquellas gentes. El relato está datado en 1909 en Compostela. Se publicó previamente en Alma Gallega (noviembre de 1927) y Nosotros (25.07.1927).
- "El inglés" se desarrolla también en la Boquiabierta de la infancia de Castelao, en los años de la guerra de Cuba. El cuento comienza con la declaración siguiente: Yo quise asesinar a un inglés por patriotismo. El relato está datado en 1914, en Rianxo, y no había sido publicado anteriormente.
- "Pecho de lobo" los presentan al Castelao estudiante en Compostela. Se le había ocurrido hacer, para las fiestas de Rianxo, un cabezudo que reproducía el rostro de un marinero conocido por el apodo de pecho de lobo. El marinero alporizouse con aquella reproducción grotesca de sí incluso y quería vengar el insulto, pero con el tiempo se fue amigando con Castelao y con la enorme cabeza de cartón. El relato está datado en 1918, en Placeres (Lourizán, Pontevedra), y había sido publicado n'Nuestra Tierra (25.06.1919), en el diario Galicia (de Vigo) (24.08.1924), Nosotros (25.07.1927) y en Alma Gallega (noviembre de 1927).

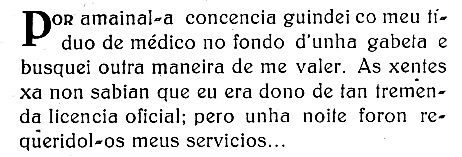
Comienzo d'"El retrato", Nosotros, 25/7/1927, después incluido en Retazos.

- "El retrato" es una anécdota de cuando Castelao ya había dejado la medicina: la curación imposible para un médico es el milagro hecho por el pintor. El relato está datado en 1922, en Pontevedra. Se había publicado en Nudos (25.07.1927) y en Alma Gallega (noviembre de 1927).[1]
- "Sabela" es una narración de su época de diputado en Cortes. El relato artéllase sobre el contraste entre la chica que había sido su compañera de bailes y la mujer en que se convirtió con el paso del tiempo. El relato está datado en 1934, también en Pontevedra, y tampoco había sido publicado anteriormente.

## Ediciones
Desde 1994, Galaxia edita el texto conjuntamente con el de otra obra del incluso autor, Un ojo de vidrio. Memorias de un esquelete, bajo el título Retrincos. Un ojo de vidrio.

## Traducciones
- Fue traducida al esperanto en 1983 por Fernando de Diego y publicada lo pones curso de esperanto del Instituto de Idiomas de la Universidad de Santiago de Compostela.[3]
- Al éuscaro en 1987 por Koldo Izaguirre Urreaga y publicada en Susa, Col. Erreferentziak.[4] Edición conjunta con Un ojo de vidrio.
- Al catalán en 1987 por Elena Losada Soler y publicada por la Generalitat de Catalunya (en edición bilingüe).[5]
- Al italiano en 1987 por Isabel González y publicada en Edizioni Scientifiche Italiane.[6] Edición conjunta con Cosas.